# Benjamin Morel (football)
Pour les articles homonymes, voir Benjamin Morel et Morel.
Benjamin Morel né le 10 juin 1987 à Caen est un footballeur français évoluant au poste de milieu offensif, reconverti en entraîneur.

## Biographie

### Joueur
Benjamin Morel commence sa carrière à l'USOM Mondeville. Ensuite, il part à l'ASPTT Caen puis à l'AS Ifs où il joue en CFA 2 et en Division d'honneur. Il passe ensuite la saison 2008-2009 à l'US Alençon en CFA 2 qui se passe mal selon ses dires. Il rebondit au SU Dives où il marque 14 buts en CFA 2 et où il est un joueur majeur d'après son entraîneur Philippe Clément.
Au début de la saison 2010-2011, il intègre la réserve du SM Caen qui évolue en CFA. Après quelques mois d'adaptation, il marque quatre buts en trois matchs après la trêve hivernale. Il est supervisé par l'Udinese et va même visiter leurs installations. Malherbe lui propose alors un contrat professionnel de deux ans et demi qu'il signe au début de février 2011. Il débute avec l'équipe première le 19 février 2011 en entrant en jeu (à la 77e minute) face à Valenciennes lors de la 24e journée de Ligue 1. Après une autre entrée en jeu à Monaco, il connait sa première titularisation en professionnel face à Saint-Étienne le 5 mars. Il joue en tout 8 matchs avec les pros dont 2 titularisations, durant le premier semestre 2011. Au début de la saison suivante, il se blesse à la cheville durant la préparation estivale. Il réapparait dans le groupe à l'occasion de la 13e journée de Ligue 1 face à Dijon mais n'entre pas en jeu. N'ayant fait aucune apparition dans la phase aller du championnat, il décide de résilier son contrat avec Caen le 12 janvier 2012.
Quelques jours après, il s'engage jusqu'à la fin de la saison avec le Clermont Foot 63 qui est leader de Ligue 2. Il marque son premier but pour Clermont contre le Sporting Club de Bastia peu de temps après son entrée en jeu, il permet ainsi aux auvergnats de gagner 2-1. Durant ces six mois à Clermont il marque 2 buts en 15 matchs (dont 8 titularisations).
Il n'est pas conservé par Clermont et rebondit alors au Amiens SC qui évolue en National. Il joue peu avec le club picard lorsque le 14 décembre 2012, il a une altercation avec Bernard Joannin le président du club. Il est licencié pour faute grave le 17 janvier 2013 par le club. Il termine alors la saison au Bayeux FC, club de Division d'honneur.
Il évolue à l'US Granville, un autre club de division d'honneur bas normand durant la saison 2013-2014. Les Granvillais survolent le championnat qu'ils terminent invaincus (21 victoires et 5 nuls). 
Il ne reste pas à Granville, et signe en juillet 2014 dans le club slovène du NK Domžale. Il y marque 7 buts en 38 matchs toutes compétitions confondues pour sa première saison. Toujours titulaire lors du deuxième semestre 2015, il résilie néanmoins son contrat le 3 décembre 2015,.
Le 1er février 2016, il s'engage après deux semaines d'essai au Beroe Stara Zagora, un club bulgare. Il n'y joue que trois matchs pour 41 minutes de jeu. Il retourne finalement à Domzale, le 5 juin 2016.
Morel joue lors des premiers matchs de la saison avant que l'entraîneur qui l'a fait venir soit licencié. Il rompt son contrat fin septembre et décide de revenir en Normandie à l'USOM Mondeville qui joue en Division d'Honneur de Basse-Normandie. Le club termine champion et monte en National 3 à l'issue de la saison.
Il reste deux saisons à Mondeville. Il quitte le club en 2018 à cause de la situation financière délicate du club. Il signe alors à l'Avant-Garde caennaise qui est sacrée championne de Régionale 1 à l'issue de la saison 2018-2019 qui sera sa seule dans le club.
En effet, il reste dans cette division car il retourne à Mondeville pour la saison 2019-2020. Le 14 avril 2020, il annonce la fin de sa carrière.

### Entraîneur
Alors qu'il devait prendre en main l'équipe réserve de Mondeville, il change d'avis et s'engage le 18 juillet 2020 à Villers-Houlgate, un club de régionale 2 en tant qu'entraîneur adjoint.
Le 6 mars 2022, après un match nul 1-1 à Lisieux, l'entraîneur Dramane Dillain est démis de ses fonctions. Il le remplace jusqu'à la fin de la saison Il obtient la montée en Régionale 1 à la fin de la saison. Pour sa première saison complète, il obtient le titre en Régionale 1 et donc la montée en National 3. Lors de la saison suivante en National 3, Villers-Hougate termine en tête de sa poule et accède donc au National 2. Cependant, il décide ne pas prolonger à l'issue de la saison.